# Paus Sergius III
Sergius III (Rome, ca. 860 - aldaar, 14 april 911) is twee periodes paus geweest. Voor de eerste periode vanaf 897 geldt hij als tegenpaus, voor de tweede periode, vanaf 14 april 904 is hij opgenomen in de officiële lijst.
Aan het einde van de negende eeuw, begin van de tiende eeuw werd Rome gekenmerkt door een bittere strijd tussen verschillende partijen. Het pausschap was daarbij een van de manieren om macht uit te oefenen. De strijd in Rome hing samen met de strijd om de troon in Italië en nauw daarmee verbonden, de titel van keizer van het Heilige Roomse Rijk.
Sergius hoorde bij de tegenstanders van paus Formosus. Formosus steunde de aanspraken van Arnulf van Karinthië. Formosus zou Sergius benoemd hebben tot bisschop van Caere om hem uit Rome te laten vertrekken. In 898 werd niet Sergius maar Johannes IX gekozen. Na diens dood zou Sergius verkozen zijn, maar hij werd uit Rome verdreven door Lambert van Spoleto. Sergius zou toen in ballingschap zijn gegaan. Bij zijn verdrijving zouden alle documenten zijn vernietigd terwijl de officiële documenten die bewaard zijn, alle zouden zijn opgesteld door zijn vijanden.
Na de machtsovername door tegenpaus Christophorus in oktober 903 werd Sergius door tegenstanders van Christophorus gevraagd om naar Rome terug te keren. In januari 904 keerde hij terug in Rome, vanaf dat moment wordt hij officieel als paus gezien.
Zijn pontificaat wordt gezien als het begin van de periode die later wordt omschreven als de pornocratie. Daarmee wordt gedoeld op de invloed die de maîtresses van de pausen hadden op de gang van zaken. Volgens sommige bronnen zou Marozia, de moeder van de latere paus Johannes XI, de maîtresse van Sergius geweest zijn.
Sergius zou de beslissingen van Stephanus VII opnieuw hebben bekrachtigd, inclusief het schijnproces waarbij Formosus was veroordeeld. Hij zou ook alle wijdingen van Formosus ongeldig hebben verklaard. Door sommige bronnen wordt hij ook verantwoordelijk gehouden voor de dood van zijn voorgangers Leo V en Christophorus.
Tijdens zijn pontificaat begon de verwijdering tussen Rome en de patriarch van Constantinopel: de keizer van het Oost-Romeinse rijk kreeg van de patriarch geen toestemming voor een vierde huwelijk maar Sergius verleende hem echter wel dispensatie.
Sergius III liet het paleis van Lateranen herbouwen dat vernietigd was door een aardbeving in 896. Hij is de eerste paus die is afgebeeld met de pauselijke tiara.
Cursief: tegenpaus